# João de Deus (criminoso)
João Teixeira de Faria (Cachoeira de Goiás, 24 de junho de 1942), conhecido popularmente no Brasil como João de Deus, João Curador ou João de Abadiânia e em outros países como John of God, é um autoproclamado médium curandeiro, empresário, fazendeiro e criminoso sexual condenado pelo estupro em série de centenas de mulheres.  Atuava sobretudo na cidade goiana de Abadiânia, no estado de Goiás, tendo ainda realizado excursões internacionais por países como Peru, Alemanha, Estados Unidos, Grécia, Suíça, Áustria, Austrália e Nova Zelândia, dentre outros. Como John of God, foi apresentado em programas televisivos nesses países desde a década de 2000. Ganhou destaque internacional após Oprah Winfrey participar de cerimônias promovidas por ele em 2012 e apresentá-lo em seus programas.
Dentre os consulentes famosos do médium estão os políticos Luiz Inácio Lula da Silva, Dilma Rousseff, Bill Clinton e Hugo Chávez, o psicoterapeuta Wayne Dyer, o humorista Chico Anysio, a apresentadora Xuxa e os atores Marcos Frota e Shirley MacLaine. O ilusionista e desenganador canadense James Randi e o investigador estadunidense de supostos fenômenos paranormais Joe Nickell expuseram suas supostas cirurgias espirituais como envolvendo nada mais do que truques de ilusionismo, e afirmaram não haver evidências de que os benefícios relatados pelos pacientes sejam algo mais do que efeito placebo.
No fim de 2018, João foi denunciado por abuso sexual de mais de trezentas mulheres que buscaram sua ajuda. Em 14 de dezembro de 2018, teve o pedido de prisão preventiva decretado pela justiça de Goiás por abuso sexual de centenas de mulheres. Em 16 de dezembro, após ter sido considerado foragido desde 15 de dezembro, entregou-se à polícia e foi preso. De acordo com o Ministério Público, o número total de vítimas pode ultrapassar 330. Além dos crimes sexuais, João de Deus foi indiciado por falsidade ideológica, corrupção de testemunha e coação e posse ilegal de armas de fogo e munição. Em 19 de dezembro de 2019, foi condenado a 19 anos de prisão. Em 30 de março de 2020, a justiça concedeu prisão domiciliar, em razão da pandemia de COVID-19.

## Biografia

### Vida pessoal
Faria nasceu em Cachoeira da Fumaça, Goiás (atualmente Cachoeira de Goiás). Ele afirma que completou apenas dois anos de educação formal, não possui qualquer treinamento médico e se descreve como um "simples fazendeiro". Ele passou alguns anos viajando de cidade e cidade nos estados de Goiás e Minas Gerais como garrafeiro.
Faria se casou diversas vezes e tem muitos filhos de diferentes esposas e namoradas.
Em 2015, foi diagnosticado com câncer, extraindo o tumor maligno no Hospital Sírio-Libanês, em operação que lhe retirou metade do estômago.

## Casa de Dom Inácio e outras instituições em Abadiânia
Por orientação de Chico Xavier e do suposto espírito de Bezerra de Menezes, João de Deus fundou em 1976 a "Casa de Dom Inácio de Loyola", onde atendia seus consulentes. Em um primeiro momento atendendo moradores de Abadiânia e das imediações, na medida em que sua notoriedade foi crescendo João passou a atender pessoas do Brasil inteiro, e após algumas décadas visitantes internacionais começaram a aparecer, eventualmente superando os brasileiros em quantidade. Embora não houvesse cobrança pelos atendimentos, a casa vendia um suposto medicamento denominado "passiflora". Durante seus tempos áureos, o centro atendia mais de mil pessoas por dia. Também era distribuída sopa gratuitamente aos que esperavam atendimento e doava o "passiflora" aos que eram orientados a usá-lo mas não podiam pagar.
Apesar de ser conhecido como "João de Abadiânia", Faria nunca efetivamente morou no município. Durante os mais de quarenta anos em que atendeu na Casa, o suposto médium curador viveu em Anápolis. Vinha e voltava de carro ou avião particular nos dias em que trabalhava em Abadiânia. A Casa possuía uma inflexível semana útil de três dias, funcionando às quartas, quintas e sextas.
A Casa leva o nome de Dom Inácio de Loyola, entidade que João teria incorporado em Abadiânia em seu primeiro atendimento no município, a realização de um parto. Tendo inicialmente se estabelecido em uma sorveteria abandonada próxima ao centro da cidade para ser seu centro de cura, Faria foi coagido a deixar a região por pressão de líderes católicos locais. João foi para a região do "Pau Torto", no fim de Abadiânia, do outro lado da BR-060, e lá ergueu as paredes da Casa de Dom Inácio de Loyola. Durante 40 anos, Faria utilizou do espaço para performar suas supostas cirurgias espirituais e abusar sexualmente de centenas de vítimas. A economia da área cresceu consideravelmente com a presença da Casa entre o começo dos anos 1980 e o final dos anos 2010, e ao redor do local de trabalho de João Faria cresceu o bairro Lindo Horizonte.
João de Deus também fundou outras instituições de caridade em Abadiânia: a "Casa da Sopa", onde eram servidas refeições gratuitas a pessoas carentes, e a "Casa do Banho", onde elas podem tomar banho e têm as suas roupas lavadas. A "Casa da Sopa" foi fechada em 2019, após a queda de movimento drástica decorrente das denúncias de abuso sexual.
A Casa de Dom Inácio continuou funcionando após a prisão de João Faria. As milhares de pessoas que vinham ao local durante os dias de atendimento passaram a ser substituídas por, quando muito, pouco mais de uma centena de visitantes. Desde que o suposto médium deixou de performar suas cirurgias, a poltrona onde ele se sentava na Casa passou a ser ocupada por uma imagem de Santa Rita de Cássia.  Fechada em março de 2020 em decorrência da pandemia de COVID-19, a Casa foi reaberta para visitação em junho do mesmo ano.

## Suposta mediunidade
João de Deus afirma que começou a ter mediunidade ativa aos nove anos de idade, quando era um menino católico avesso ao Espiritismo. Diz que aos dezesseis serviu de médium pela primeira vez na "cura" de outra pessoa. Teria então morado em vários estados, até fixar-se em Abadiânia, onde dizia "receber" bons espíritos que realizam curas através dele, incluindo o fundador da Companhia de Jesus, Santo Inácio de Loyola, o sanitarista Oswaldo Cruz e o médico alemão Dr. Fritz. Incorporando a entidade do Caboclo Gentil, João Faria teria desenvolvido uma solução de ervas com poderes curativos, batizada de "garrafada". As "garrafadas" eram produzidas em tonéis próximos a uma cachoeira, nas imediações da Casa de Dom Inácio, e foram vendidas no local durante algumas décadas antes de serem substituídas pelo "passiflora", medicamento aprovado pela ANVISA.

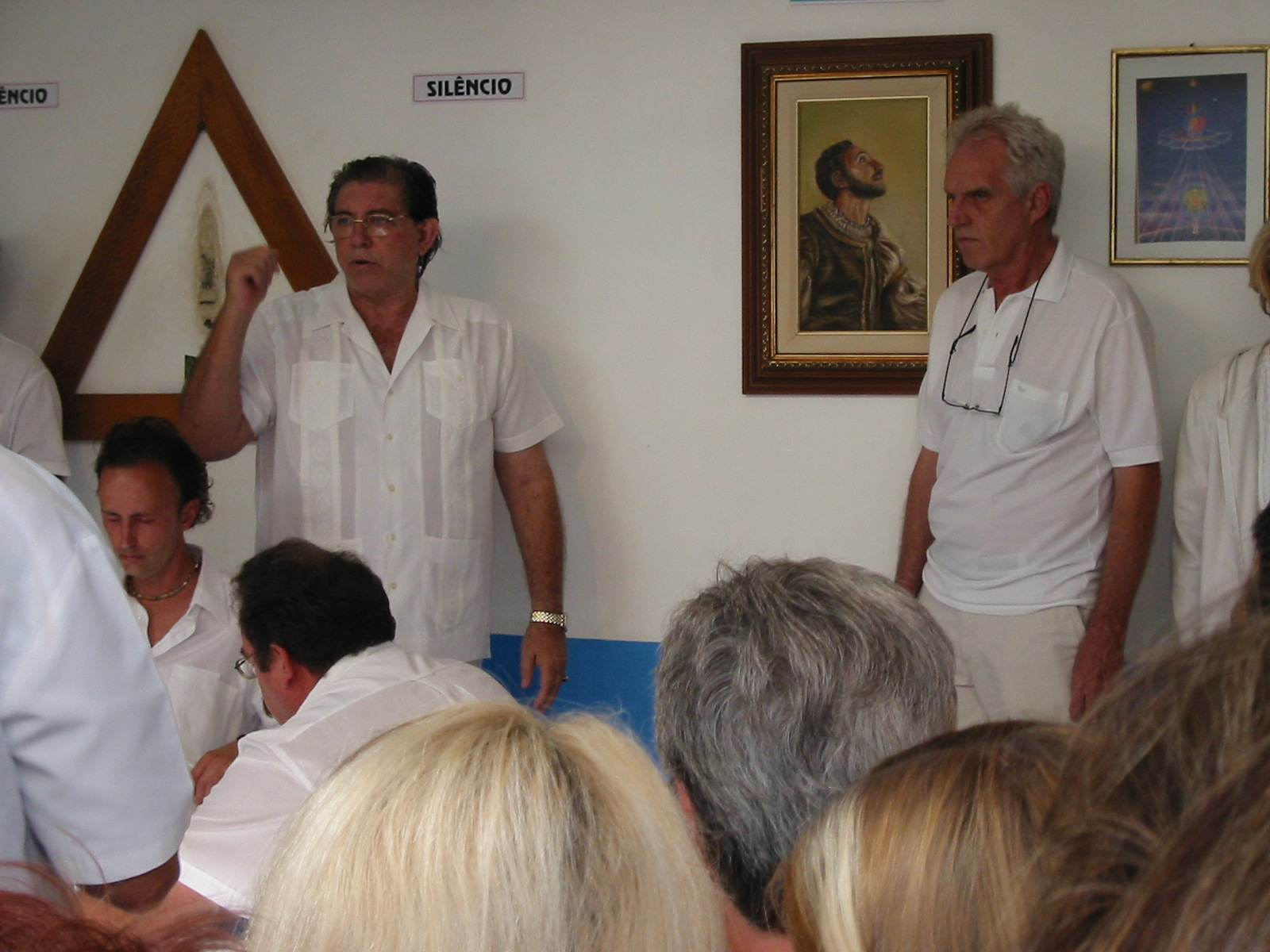
João após realizar uma "cirurgia espiritual ".

João Faria possui onze filhos – cada um com uma mulher diferente. É analfabeto funcional, dono de instituições de caridade, de uma fazenda onde planta soja e cria gado, além de sócio de um garimpo. As supostas curas proporcionadas pelo médium atraíam multidões à pequena cidade, a tal ponto que se constituíam na principal fonte de renda do município. A esse respeito o ex-prefeito Itamar Gomes afirmou: "Não sei o que será de Abadiânia quando João de Deus morrer.  A economia da cidade vai para o buraco". A "Casa" empregava mais pessoas do que a administração municipal. Na "Casa" em que atendia os pacientes há paredes ornadas por imagens de santos católicos e do próprio médium, onde pessoas faziam orações e adoração.
De acordo com a biografia oficial John of God: The Brazilian Healer Who's Touched the Lives of Millions ("João de Deus – o curandeiro brasileiro que tocou a vida de milhões"), de Heather Cumming, até 2007 João de Deus já havia atendido mais de 8 milhões de pessoas em busca de tratamento.  Prefaciando o livro, o físico Amit Goswami alega que "João de Deus é mais do que uma pessoa, é um fenômeno científico de suma importância (…) O Médium João canaliza a memória quântica de outra pessoa que viveu antes dele e já morreu. Na verdade, enquanto João de Deus canaliza, ele transforma abruptamente o seu caráter e passa a irradiar amor incondicional que promove a cura daqueles que precisam dela".
João de Deus também realizou eventos de tratamento espiritual em outros países além do Brasil. A sua história já foi retratada em programas de televisão produzidos por emissoras internacionais como Discovery Channel, ABC, BBC, Nine Network, além da brasileira TV Globo.
Em 2007 a revista Época constatou que o médium exibia uma cópia de um artigo científico em sua casa, usando-o para obter "respaldo científico" às suas atividades paranormais apesar dos resultados inconclusivos apresentados na publicação. Maria Ângela Gollner, uma das coautoras do estudo, declarou à reportagem da revista que se sentia constrangida pelo uso propagandístico do artigo: “Ele fez daquilo uma máquina de propaganda”. O primeiro autor do artigo, o parapsicólogo e psiquiatra Alexander Moreira-Almeida, afirmou desconhecer o fato.
Em 2012 o curandeiro afirmou já ter realizado tratamento mediúnico em mais de nove milhões de pessoas. Em setembro de 2015, apesar de defender a veracidade de suas curas, não quis passar por um "tratamento espiritual" e passou por uma longa e delicada cirurgia convencional no aparelho digestivo, ficando internado no Hospital Sírio-Libanês, um dos mais renomados hospitais do Brasil, por mais de três semanas.

## Cobertura da mídia

### Reportagem da ABC News
Em 14 de julho de 2005, a rede de televisão estadunidense American Broadcasting Company (ABC) exibiu uma reportagem sobre João de Deus no programa Primetime Live. O programa contou com cinco pessoas com várias condições médicas, incluindo síndrome da fadiga crônica, doença de Lou Gehrig e um tumor cerebral inoperável. Cada paciente atendeu Faria e a ABC afirmou que em três dos casos houve melhora. Uma jovem atleta paraplégica foi mostrada começando a mover as pernas.
A reportagem da ABC sobre os cinco casos, indicou que um caso teve progresso lento ou nenhum, dois estão piores e um apresentou melhora. No entanto, David Ames, que passou pela cirurgia de João de Deus mostrada na reportagem, morreu de complicações em 16 de julho de 2008. Apesar de passar pela cirurgia espiritual de Faria e ser declarada curada, o câncer de mama de Lisa Melman piorou progressivamente. Ela afirmou que o tumor havia crescido e começou a trazer sérias dores. Lisa Melman faleceu em 2012.
O ilusionista e desenganador canadense James Randi passou cerca de uma hora em Nova York sendo entrevistado para a reportagem. Randi posteriormente criticou a ABC por ter escolhido a dedo seus comentários para dar mais credibilidade para João de Deus do que necessário. Randi deu explicações científicas para todas as atividades observadas. Randi revelou as explicações naturais para atividades que vão desde colocar uma pinça no nariz, corte aleatório da carne, ausência de infecção e outras atividades, uma a uma, como truques antiquíssimos de ilusionismo. No entanto, ele ficou consternado porque nenhum de seus comentários críticos foram mostrados. A edição reduziu o tempo de tela de Randi para menos de 20 segundos.

### Oprah Winfrey
Em 17 de novembro de 2010, a jornalista estadunidense Susan Casey, escreveu na revista O Magazine sobre sua viagem para entrevistar João de Deus no Brasil, e posteriormente foi abordada no programa The Oprah Winfrey Show. O artigo tinha o título "Leap of Faith: Meet John of God" (Salto de Fé: Conheça João de Deus). O programa foi intitulado "Do You Believe in Miracles?" (Você Acredita em Milagres?). Em ambos, ela discute a necessidade de lidar com a traumática perda de seu pai. Após a morte repentina dele em 2008, Casey experimentou um "tsunami de tristeza" do qual ela diz que não conseguia escapar. Ela se perguntou se Faria poderia ajudá-la a superar sua tristeza. Ela o encontrou duas vezes e mais tarde afirmou: "Três horas passaram como se fossem 20 minutos, e foi maravilhoso - era como se eu estivesse flutuando." Casey alega que conseguiu falar com seu falecido pai. "Foi muito real", diz ela. "Mais uma visão do que eu já havia tido antes... Tive a sensação de que não deveria estar triste, que tudo estava bem."
Embora Casey tenha afirmado que toda a experiência parece incomum, ela disse que não é uma pessoa "esotérica" e que Faria a ajudou a encontrar a cura. Casey afirmou que era uma observadora neutra. Jeff Rediger, um psiquiatra da Escola de Medicina Harvard, em Boston, foi apresentado como "cético". Rediger ficou surpreso ao descobrir sangramento em seu torso após uma cirurgia "invisível". O programa não forneceu explicações científicas ou médicas para os procedimentos realizados. Relatórios investigativos críticos detalhados foram publicados após a veiculação da matéria.
Em 17 de março de 2013, o programa Oprah's Next Chapter, Temporada 2, Episódio 116, exibiu um episódio no qual Oprah viajou para o Brasil para conhecer e conversar com João de Deus. Ela também entrevistou Magnus Kemppii, da Suécia, sobre sua "cirurgia", e cinco americanos que esperavam ser curados de seus males.
Depois que as acusações de abuso sexual contra João de Deus se tornaram públicas, em dezembro de 2018, Oprah excluiu as entrevistas de seu site e divulgou uma nota afirmando que espera que a justiça seja feita. Ela participa ativamente do movimento #MeToo, movimento estadunidense que denuncia abuso sexual e assédio contra mulheres.

### 60 Minutes(Austrália)
A primeira visita de Faria à Austrália e um 'evento ao vivo' programado de 22 a 24 de novembro de 2014 no Sydney Showground no Parque Olímpico de Sydney atraiu muita atenção da mídia.
Depois de visitar Faria em sua "Casa" em Abadiânia, o programa de televisão australiano 60 Minutes, da rede de televisão Nine Network exibiu uma reportagem investigativa crítica em 25 de outubro de 2014, examinando as práticas de tratamento curativo de Faria, a quantidade de dinheiro que estava sendo feita e levantando questões sobre alegações de agressão sexual contra ele. O programa de duas partes apresentado pelo repórter Michael Usher foi uma continuação da investigação de Liz Hayes de 1998 sobre Faria.
Na parte 1 do acompanhamento, o repórter Michael Usher revelou que uma mulher declarada curada do câncer de mama por uma entidade espiritual canalizada por Faria morreu em 2003. Uma mulher em uma cadeira de rodas com esclerose múltipla, que na reportagem de 1998 disse que visitou Faria com expectativa de voltar a andar, não sentiu nenhum efeito, ainda está na cadeira de rodas e sofreu um agravamento do seu estado. Sua viagem para a Casa custou A$ 5 000. Usher relatou que nenhuma das outras pessoas (quarenta australianos) que fizeram a peregrinação à qual Hayes se juntou para investigação melhorou.
A reportagem de Usher disse que alguns dos milhares na audiência de Faria esperam receber "cirurgia espiritual" dele. Em uma longa entrevista, o especialista em medicina de emergência Dr. David Rosengren examinou pessoalmente e relatou essas práticas como horrendas e bárbaras, dizendo: "...o mundo médico moderno não poderia tolerar esse comportamento de forma alguma". A possibilidade de Faria vir para a Austrália preocupou também a Australian Medical Association, a associação profissional que representa médicos e estudantes de medicina na Austrália.
Na parte 2 de sua reportagem, Usher afirmou que houve duas mortes nos últimos anos na Casa que justificavam investigações, mas ninguém foi acusado. Ele também relatou que em 2010, quando Faria visitou Sedona, no estado americano do Arizona, o departamento de polícia o investigou porque uma mulher disse que ele pegou suas mãos e as colocou em seus órgãos genitais. O caso nunca foi a tribunal; um de seus associados encorajou a mulher a retirar as acusações.
A Igreja Católica na Austrália, por meio de seu representante Rev. Brian Lucas, emitiu uma advertência verbal televisionada, afirmando que "João de Deus não tem nenhuma afiliação oficial com a Igreja Católica". Ele alertou a todos para serem muito céticos em relação às pessoas que buscam publicidade com alegações de milagres e cura pela fé, ainda mais quando há muito dinheiro envolvido.

### Montreal Gazette
Em 22 de julho de 2016, o jornal canadense Montreal Gazette publicou uma reportagem sobre João de Deus escrita pelo colunista Joe Schwarcz, acompanhado por uma reportagem em vídeo intitulada "Dr. Joe Schwarcz: 'Healer' John of God". Schwarcz é autor, PhD e professor da Universidade McGill em Montreal, na província canadense do Quebec. Ele é o diretor do Escritório para Ciência e Sociedade da McGill (McGill's Office for Science & Society), que visa desmistificar a ciência para o público. O relato começa detalhando a história de vida de Faria como médium e cirurgião psíquico. Em seguida, examina sua prática e supostos tratamentos, como a cirurgia "pelo nariz" para tratar câncer. Schwarcz também criticou as escolhas de tratamento de Faria para seus próprios problemas de saúde.

## Controvérsias
Desde o início de suas atividades, João de Deus sofreu denúncias de exercício ilegal da medicina. Segundo o presidente do Conselho Regional de Medicina de Goiás, Sebastião Moreira, "algumas pessoas pensam que saem curadas porque, em verdade, eram portadoras de doenças de origem psicológica".
João de Deus foi acusado de contrabando de minério e foi preso, em 5 de novembro de 1985, com 300 kg de autunita, minério com alto teor de urânio. Os três advogados contratados para defender João afirmam que ele foi enganado: desconheceria que o material era radioativo e que estaria apenas transportando o minério até um campo de pouso.
Faria também foi acusado e absolvido por falta de provas pelo assassinato do taxista Delvanir Cardoso Fonseca. Fonseca foi assassinado com um tiro nas costas no dia 27 de janeiro de 1980, em Anápolis. Segundo Sebastiana Geralda Costa, amiga de Fonseca, João teria ameaçado matar o motorista. O motivo seria um caso amoroso entre Fonseca e Tereza Cordeiro de Faria, ex-mulher de João. A ameaça teria ocorrido dois meses antes do crime, segundo Sebastiana. Dois dias após o assassinato, João e Tereza se separaram.

### Condenação por abusos sexuais, assédio e prisão
Uma acusação de "atentado ao pudor" se deu em setembro de 1980, quando João foi processado por crime de sedução contra uma adolescente, então com 16 anos. O processo foi extinto seis anos depois por desinteresse da família. O advogado de João afirmou, à época, que tudo não passou de invenção da família para tentar extorquir dinheiro.
Em dezembro de 2018, o curandeiro foi acusado de abusar sexualmente e violentar mais de trezentas mulheres que buscaram ajuda com ele. De acordo com as denúncias, João agia de forma similar em todos os casos.  Durante os atendimentos espirituais coletivos, o curandeiro dizia para as mulheres que, segundo a "entidade", elas deveriam procurá-lo posteriormente em sua sala, pois tinham sido escolhidas para receber a cura.  As entrevistadas denunciam que, uma vez sozinhas com ele, eram violentadas sexualmente.
A grande quantidade de denúncias (mais de trezentas) levou os Ministérios Públicos de São Paulo e Goiás a criar em 10 de dezembro de 2018 uma força-tarefa (para apurar os crimes) e canais específicos para receber denúncias. A força-tarefa recebeu desde um total de 330 mensagens e contatos por telefone desde que abriu canais específicos para isso. A própria filha do curandeiro, Dalva Teixeira, o acusa, afirmando ter sido molestada quando criança.
Os primeiros dez relatos foram divulgados pelo programa Conversa com Bial, da Rede Globo, em 7 de dezembro de 2018. No dia seguinte, o jornal O Globo divulgou mais 3 relatos, e o Jornal Nacional mais 2, totalizando 15 casos. Uma de suas possíveis vítimas cometeu suicídio em 12 de dezembro de 2018. Segundo a ativista social Sabrina Bittencourt, que a atendia, a família da moça, por serem seguidores de João de Deus, nunca acreditou nas denúncias.
Na tarde de 12 de dezembro de 2018, o Ministério Público de Goiás pediu a prisão preventiva do curandeiro. Ao ser questionado por repórteres, o médium só disse: "sou inocente", e se afastou cercado de pessoas o protegendo. Em 14 de dezembro, a justiça de Goiás decretou sua prisão preventiva por abuso e Importunação sexual de centenas de mulheres.  Em 16 de dezembro, após ter sido considerado foragido desde 15 de dezembro, entregou-se à polícia e foi preso.
Ao saber dos relatos, a Federação Espírita Brasileira (FEB) divulgou nota em que afirma que serviços espirituais não devem ocorrer isoladamente, com a presença somente do médium e da pessoa assistida. Em 19 de dezembro de 2019, o médium foi condenado 19 anos de prisão pelos crimes sexuais cometidos em Abadiânia.

## Filmes
- Miracle Man: John of God (2005). Direção: Bill Hayes.  Produção: Advanced Medical Productions.[81][82][83]
- Healing – Miracles, Mysteries and John of God (2008). Direção: David Unterberg. Produção: David Films.[84]
- John of God: Just a Man? (2010). Direção: Gail Thackray, Josef Schoffmann. Produção: Beyond Words Publishing.
- João de deus – O Silêncio É Uma Prece (2017). Direção: Candé Salles. Produção: Cygnus Media.

## Minisséries
- Em Nome de Deus (2020). Direção: Ricardo Calil, Gian Carlo Bellotti, Monica Almeida. Produção: Rede Globo de Televisão.
- João de Deus - Cura e Crime (2021). (Título original John of God: The Crimes of a Spiritual Healer). Direção: Maurício Dias e Tatiana Villela. Produção e lançamento: Netflix.[85]
- João sem Deus - A Queda de Abadiânia (2023). Direção: Marina Person. Produção e lançamento: Canal Brasil.[86]